# Carrico Motor Company
Carrico Motor Company war ein US-amerikanischer Hersteller von Motoren und Automobilen.

## Unternehmensgeschichte
F. D. Carrico arbeitete bis 1908 für die Speed Changing Pulley Company, aus der später die De Tamble Motor Company entstand. 1908 gründete er sein eigenes Unternehmen in Cincinnati in Ohio. Zunächst stellte er nur Motoren her. 1909 begann die Produktion von Automobilen. Der Markenname lautete Carrico. Noch 1909 endete die Produktion, als das Unternehmen aufgelöst wurde. Insgesamt wurden nur wenige Fahrzeuge verkauft.

## Produkte
Das Unternehmen stellte luftgekühlte Zweizylindermotoren her. Abnehmer waren unter anderem De Tamble, Hay-Berg Motor Car Company und Victor Automobile Company.
Außerdem wurden die Motoren in selbst hergestellte Fahrgestelle eingebaut. Externe Karosseriehersteller fertigten die Karosserien.